# 탈 (슈타이어마르크주)

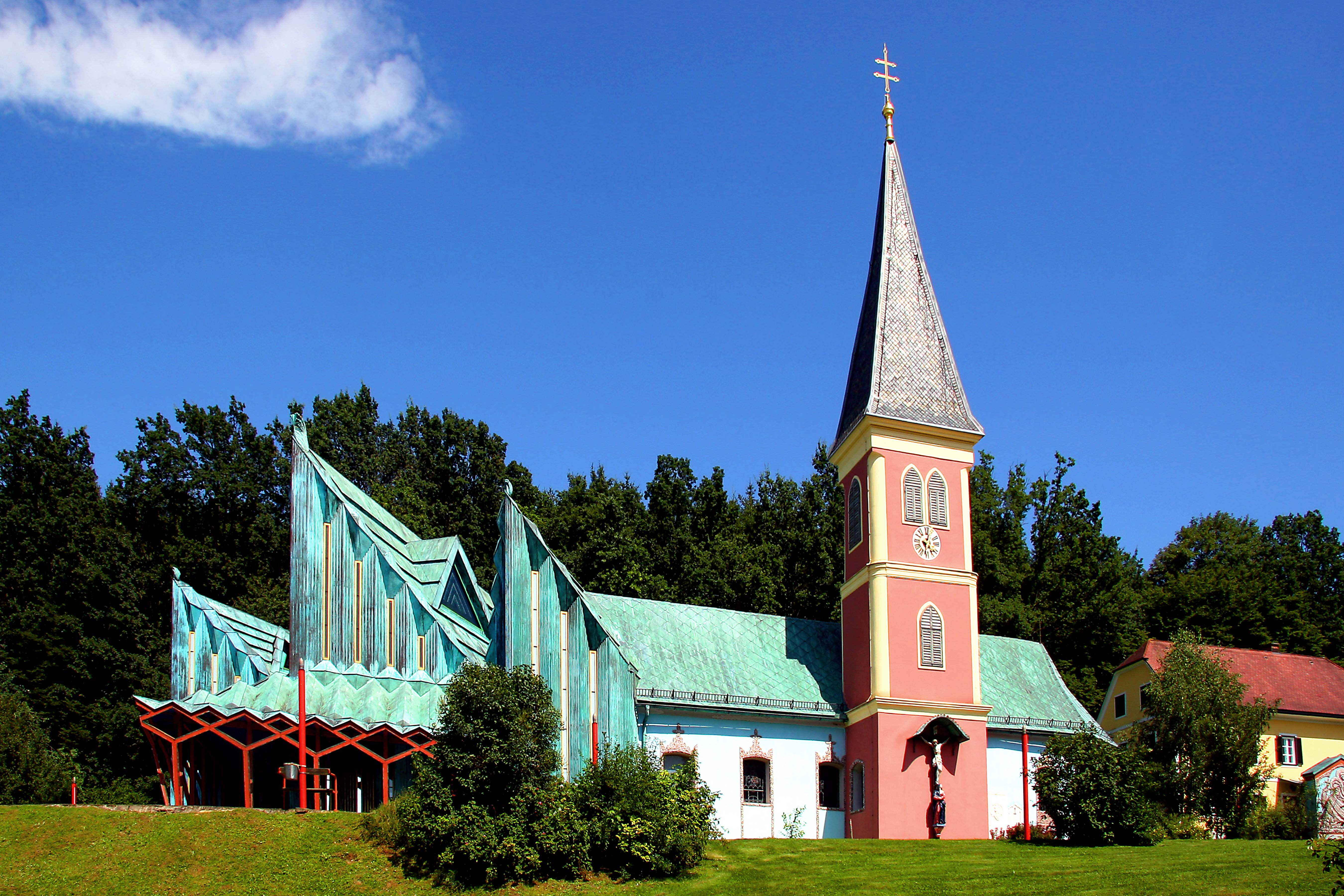
탈

탈(독일어: Thal)은 오스트리아 슈타이어마르크주의 도시로 면적은 18.57km2, 높이는 440m, 인구는 2,276명(2016년 1월 1일 기준), 인구 밀도는 120명/km2이다.
그라츠에서 서쪽으로 약 3.2km 정도 떨어진 곳에 위치한다. 오스트리아 태생의 미국의 배우, 보디빌더, 정치인인 아널드 슈워제네거의 출생지이기도 하다.